# جوديث كولينز
جوديث آن كولينز (بالإنجليزية: Judith Anne Collins)‏ (من مواليد 24 فبراير 1959) هي سياسية نيوزيلندية تعمل قائدة للمعارضة وزعيمة للحزب الوطني النيوزيلندي منذ عام 2020. وهي ثاني زعيمة للحزب الوطني بعد جيني شيبلي. شغلت منصب عضو البرلمان (MP) عن باباكورا منذ عام 2008 وكانت نائبًا عن كليفيدون من 2002 إلى 2008.  كانت وزيرة في حكومة جون كي وبيل إنجليش .
ولدت في هاميلتون ودرست في كلية ماتاماتا وجامعة كانتربري وجامعة أوكلاند. قبل دخولها عالم السياسة، عملت كولينز كمحامية تجارية وكانت رئيس جمعية قانون مقاطعة أوكلاند ونائبة رئيس جمعية القانون النيوزيلندية. كانت محامية لأربع شركات مختلفة من 1981 و 1990 ، قبل أن تدير عيادة خاصة بها لمدة عقد. 
وكانت مديرة إسكان نيوزيلندا من 1999 إلى 2001 وعملت كمستشارة خاصة لمينتر إليسون رود واتس من 2000 إلى 2002، قبل أن تدخل البرلمان النيوزيلندي في انتخابات 2002 .  
تم تعيين كولينز في مجلس الوزراء من قبل رئيس الوزراء جون كي عندما دخل الحزب الوطني الحكومة في 2008. احتلت المرتبة الخامسة في مجلس الوزراء وأعلى امرأة مرتبة. شغلت منصب وزير الشرطة ووزير الإصلاحيات من 2008 إلى 2011 ومن 2015 إلى 2016. بعد انتخابات 2011، تم تعيينها وزيرة العدل ووزيرة لجنة التنسيق الإدارية . استقالت كولينز في عام 2014 بعد تسريبات عبر البريد الإلكتروني تزعم أنها قوضت رئيس مكتب مكافحة الاحتيال الخطير عندما كانت وزيرة للشرطة. تم تبرئتها لاحقًا من ارتكاب أي مخالفات تتعلق بهذا الحادث وعادت إلى مجلس الوزراء في عام 2015.  عمل كولينز في عهد رئيس الوزراء بيل إنجليش كوزير للإيرادات ووزير للطاقة والموارد من 2016 إلى 2017.

## النشأة والوظيفة
ولد كولينز في هاميلتون . كان والداها من مزارعي الألبان بيرسي وجيسي كولينز من والتون في وايكاتو وكانت الأصغر بين ستة أطفال.  التحقت بمدرسة والتون الابتدائية وكلية ماتاماتا .  في عامي 1977 و 1978 درست في جامعة كانتربري . في عام 1979 ، انتقلت إلى جامعة أوكلاند ، وحصلت أولاً على ليسانس الحقوق ثم ماجستير في القانون (مع مرتبة الشرف) ثم ماجستير في دراسات الضرائب (MTaxS). التقت بزوجها الصيني الساموي  ديفيد وونغ تونغ في الجامعة. كان آنذاك ضابط شرطة وقد هاجر من ساموا عندما كان طفلاً. لديهم ابن واحد. 
كان كولينز من أنصار حزب العمال منذ الطفولة ،  ولكن بحلول عام 2002 كان عضوًا في الحزب الوطني لمدة ثلاث سنوات.  كانت عضوة في منظمة Zonta International وRotary International . 

### وزير الاصلاحات

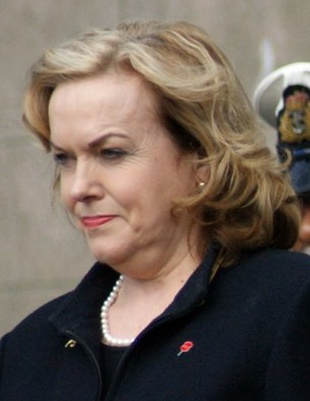
كولينز في النصب التذكاري الوطني للحرب ، 2010